# Monocarpia borneensis
Monocarpia borneensis là loài thực vật có hoa thuộc họ Na. Loài này được Mols J. B. và Keßler P. J. A. mô tả khoa học đầu tiên năm 2000.

## Phân bố
Có tại bắc và tây bắc Borneo, cụ thể là tại Brunei và Malaysia.